# Very Sentimental Show
Very Sentimental Show ist ein Dokumentarfilm des portugiesischen Regisseurs Rui Simões aus dem Jahr 2005. Es ist ein Konzertfilm und eine Beobachtung der portugiesischen Parodie-Musikgruppe Irmãos Catita bei einem Konzert mit Gastmusikern im Jahr 1996 im Ritz Club, einem in den 1930er/40er Jahren eröffneten Nachtclub in Lissabon, nahe dem Cabaret Maxime und dem Hot Clube de Portugal an der Praça da Alegria. Der Ritz Club war in den 1980er und 1990er Jahren bedeutend für Underground-Bands verschiedener Subkulturen (Reggae, Punk, HC, Heavy Metal, Weltmusik), bis er 2000 geschlossen wurde und 2012 modernisiert und in anderer Ausrichtung wiedereröffnete.
Die Gruppe bezieht sich nostalgisch-parodistisch auf Tanzorchester und Unterhaltungsmusik der Nachtclubs und Tanzsäle der 1920er bis 1950er Jahre, ironisch gebrochen durch eine Mischung aus überholten Themen und Formulierungen und damit kontrastierende derbe Textpassagen und musikalische Anleihen aus der Popgeschichte, auch diese oft ironisch gebrochen. Die Gruppe parodiert damit auch die Propaganda eines heilen und prosperierenden Portugals während der Hochzeit der Estado Novo-Diktatur (etwa von Mitte der 1930er bis Mitte der 1950er Jahre), die sich popkulturell vor allem in Musik und Filmen (v. a. die Comédias portuguesas) manifestierte.
Der Film erschien 2005 als DVD bei Real Ficção, mit Mitschnitten von Konzerten der Band aus 1993 (Cinearte) und 1994 (bei der stadtweiten Abschlussfeier Queima das Fitas im Umfeld der Universität Coimbra) als Bonusmaterial.